# Roland Fischnaller (Skirennläufer)
Roland Fischnaller (* 14. Juni 1975 in Villnöß) ist ein ehemaliger italienischer Skirennläufer. Der  Südtiroler war auf die schnellen Disziplinen Abfahrt und Super-G spezialisiert.

## Biografie
Im Jahr 1994 nahm Fischnaller an den Juniorenweltmeisterschaften in Lake Placid teil, sein bestes Ergebnis dort war der 24. Platz in der Abfahrt. Im Europacup erreichte er am 11. Dezember 1995 mit dem zweiten Rang in der Abfahrt von Gröden seinen ersten Podestplatz. Fünf Tage später startete er ebenfalls in Gröden in seinem ersten Weltcuprennen und belegte den 42. Abfahrtsrang. In den nächsten Jahren folgten aber nur wenige Einsätze im Weltcup, er konzentrierte sich vor allem auf den Europacup. Dort konnte er am 21. Januar 1999 in der Abfahrt von Falcade seinen ersten und einzigen Sieg feiern und erreichte mit zwei weiteren Top-Ten-Plätzen den zweiten Platz in der Abfahrtswertung. Mit diesem Erfolg sicherte er sich einen Fixstartplatz im Weltcup und stieg in den italienischen A-Kader auf. Im Super-G kam er ebenfalls zweimal unter die besten zehn und wurde Sechster im Endklassement.
Ab der Saison 1999/2000 startete Fischnaller regelmäßig im Weltcup. Bei der Abfahrt von Wengen am 15. Januar 2000 erreichte er erstmals einen Rang unter den besten 30, zwei weitere Male gelang ihm das im März 2000 in Kvitfjell mit Rang 23 in der Abfahrt und Rang 27 im Super-G. Zu Beginn der Saison 2000/01 kam er in den ersten fünf Rennen nicht in die Punkteränge, umso überraschender gelang ihm dann am 16. Dezember 2000 sein größter Weltcuperfolg: In der Abfahrt von Val-d’Isère fuhr der Italiener mit Startnummer 47 hinter seinen Teamkollegen Alessandro Fattori und Kristian Ghedina auf den dritten Platz.
Von nun an konnte sich Fischnaller regelmäßig in den Punkterängen platzieren, den Erfolg von Val-d’Isère aber nie mehr wiederholen. In der Saison 2001/02 gelang ihm am 28. Dezember in der Abfahrt von Bormio mit dem neunten Platz sein zweitbestes Weltcupergebnis. Im Februar 2002 nahm er an den Olympischen Winterspielen in Salt Lake City teil und belegte in Abfahrt und Super-G jeweils als bester Italiener Rang 17. Bei den Weltmeisterschaften 2003 in St. Moritz erreichte er nur den 27. Rang im Super-G. Drei Wochen später gelang ihm mit dem zwölften Platz in der Abfahrt von Garmisch-Partenkirchen sein bestes Weltcupergebnis in dieser Saison.
In der Saison 2003/04 platzierte sich Fischnaller dreimal unter den besten 15 und wurde italienischer Meister in der Abfahrt, in der folgenden Weltcupsaison erreichte er allerdings nur ein einziges Mal die Punkteränge. Im Januar 2006 belegte er in der Abfahrt von Wengen immerhin den 15. Platz und fuhr eine Woche später in Kitzbühel auf Rang 16. Sein letztes gutes Weltcupresultat gelang ihm in der Abfahrt von Bormio am 29. Dezember 2006, wo er noch einmal den zwölften Platz erreichte.
Am 13. Januar 2007 zog sich Fischnaller in der Abfahrt von Wengen einen Kreuzbandriss zu und musste die Saison vorzeitig beenden. Danach kehrte er noch einmal in den Weltcup zurück, erreichte aber nur noch in der Abfahrt von Wengen im Januar 2008 die Punkteränge. Nach der Saison 2007/08 gab er seinen Rücktritt bekannt. Insgesamt bestritt Fischnaller in seiner Weltcupkarriere 115 Rennen (83 Abfahrten und 32 Super-G).

## Erfolge

### Olympische Winterspiele
- Salt Lake City 2002: 17. Abfahrt, 17. Super-G

### Weltmeisterschaften
- St. Moritz 2003: 27. Super-G

### Weltcup
- Zwei Platzierungen unter den besten zehn, davon ein Podestplatz

### Europacup
- 1998/99: 2. Abfahrtswertung, 6. Super-G-Wertung
- Insgesamt 5 Podestplätze, davon 1 Sieg (Abfahrt in Falcade am 21. Januar 1999)

### Juniorenweltmeisterschaften
- Lake Placid 1994: 24. Abfahrt, 35. Riesenslalom

### Weitere Erfolge
- Italienischer Meister in der Abfahrt 2004